# NGC 121
NGC 121은 큰부리새자리 방향에 있는 구상 성단이다.